# آستیاژ حقیقی
آستیاژ حقیقی و امیرمحمد احمدی، زوج واینر، گزارش داد آنها فراخوان اعتراضات از جمله «فراخوان ۴ آبان» را در اینستاگرام خود منتشر کرده و به اتهام «اجتماع و تبانی علیه امنیت کشور» به پنج سال زندان محکوم شده‌اند.